# Alfie, älskling
Alfie, älskling (engelska: Alfie Darling) är en brittisk dramakomedi från 1975 i regi av Ken Hughes.
Filmen, som bygger på Bill Naughtons roman med samma namn, är en uppföljare till Fallet Alfie från 1966.

## Handling
Lastbilschauffören Alfie fortsätter sina sexuella eskapader bland Londons kvinnor.

## Rollista i urval
- Alan Price - Alfie Elkins
- Jill Townsend - Abby Summers
- Paul Copley - Bakey
- Joan Collins - Fay
- Sheila White - Norma
- Annie Ross - Claire
- Hannah Gordon - Dora
- Vicki Michelle - Bird
- Patsy Kensit - Penny
- Brian Wilde - läkaren
- Jenny Hanley - receptionisten